# Tengréla
 Tengréla è una città, sottoprefettura e comune della Costa d'Avorio, situata nella regione di Bagoué. È capoluogo dell'omonimo dipartimento e conta una popolazione di 80 887 abitanti (censimento 2014).